# Metacosmus chilensis
Metacosmus chilensis är en tvåvingeart som beskrevs av Hall 1976. Metacosmus chilensis ingår i släktet Metacosmus och familjen svävflugor. Inga underarter finns listade i Catalogue of Life.